# Drob de miel
Drobul  de miel este un preparat culinar tradițional românesc, fiind una dintre mâncărurile din miel specifice sărbătorii de Paște. 
Ingredientele principale sunt măruntaiele de miel (ficat, plămâni, splină, inimă și rinichi), verdețuri (ceapă verde, mărar, pătrunjel, usturoi, leuștean), ouă (crude și fierte), pâine înmuiată în apă sau lapte. Măruntaiele fierte și tocate sunt amestecate cu celelalte ingrediente și condimente (sare, piper). Prapurul mielului este așezat într-o tavă, peste care se pune amestecul de carne.  Drobul de miel este unul dintre cele mai apreciate mâncăruri tradiționale, existând o serie de variații ale rețetei. Una dintre acestea este utilizarea unei foi de aluat în locul praporelui. În majoritatea variantelor se așază ouă fierte în centrul acestuia.
În mod tradițional, pregătindu-se pentru sărbătorile pascale, creștinii jertfesc un miel, ce simbolizează jertfa mielului pascal pentru mântuirea neamului omenesc.. Din acesta sunt realizate o multitudine de preparate ce vor fi servite de întreaga familie, alături de ouă roșii și pasca cu brânză.
În lume există un număr de preparate asemănătoare cu drobul de miel, dar cel mai cunoscut este haggis-ul scoțian. Una dintre diferențele principale dintre aceste preparate este faptul că haggis-ul se fierbe în burtă de oaie și nu conține o cantitate mare de verdețuri precum drobul românesc. 
În S.U.A. este interzis importul și pregătirea pentru consumul uman al plămânilor de oaie. Astfel, în S.U.A. este imposibilă prepararea drobului de miel tradițional românesc sau a haggis-ului tradițional scoțian. Drobul poate fi facut nu doar cu ingrediente de miel, ci si cu ingrediente de porc sau pui. 

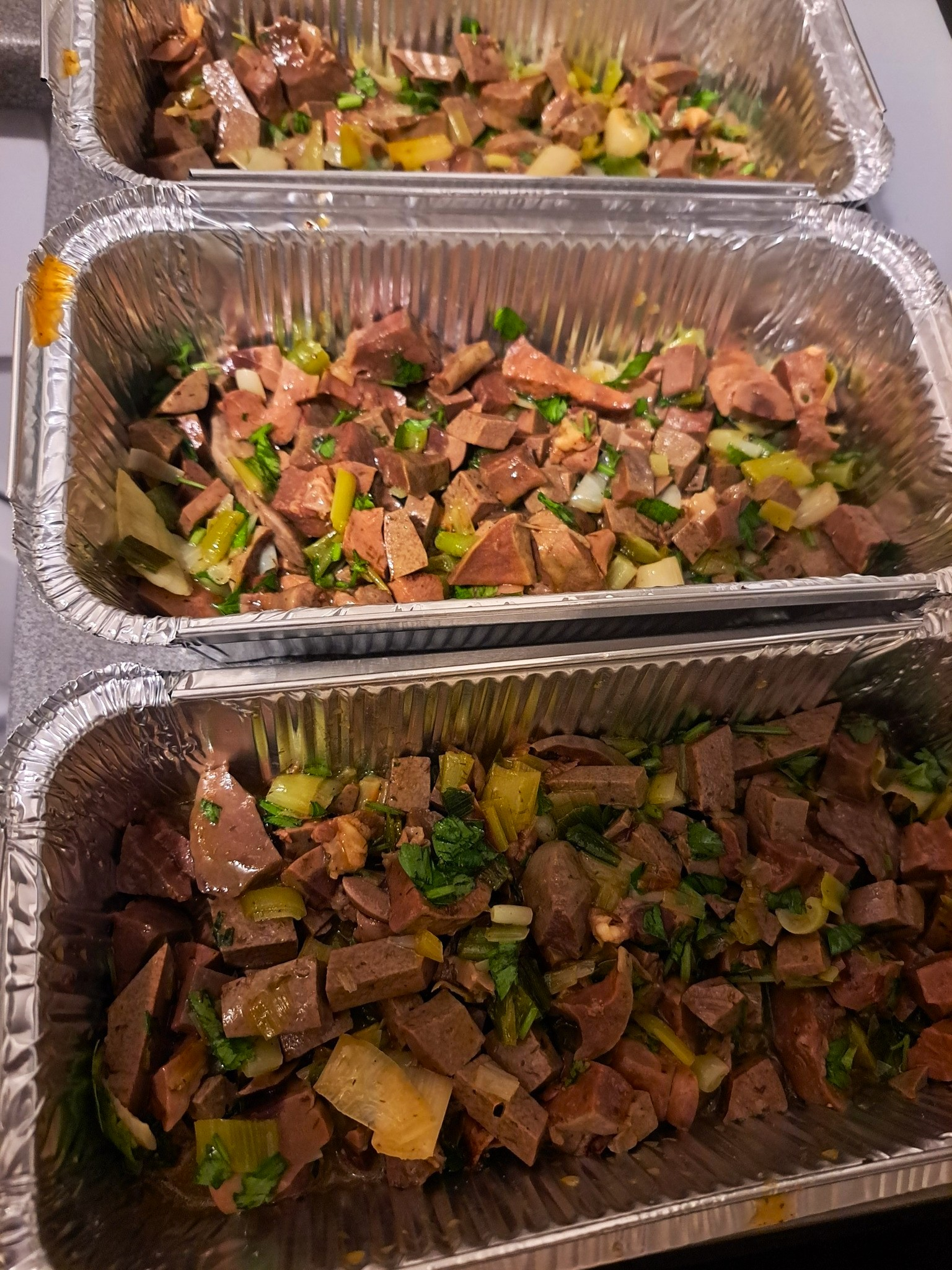
Drob de miel 1
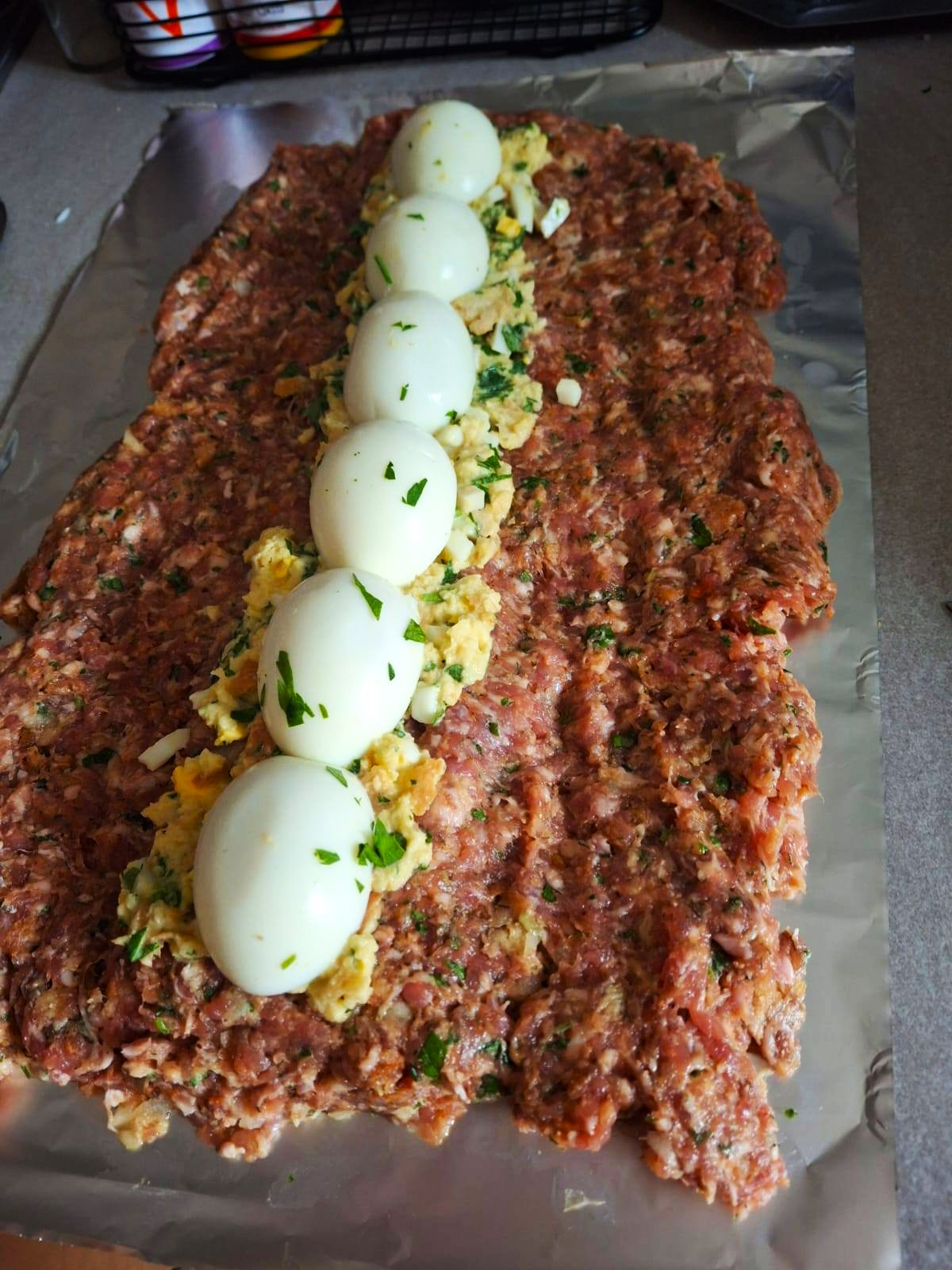
Drob de miel 2
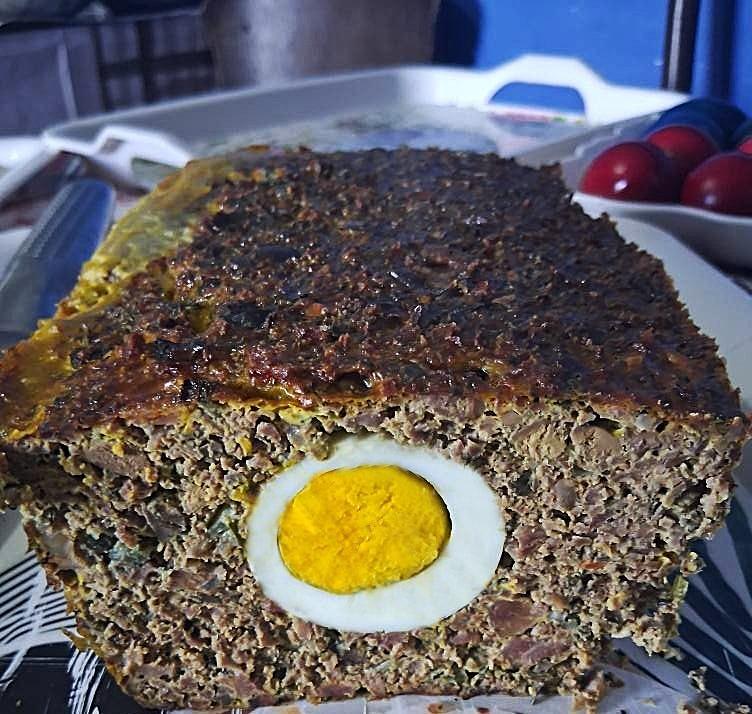
Drob de miel 3
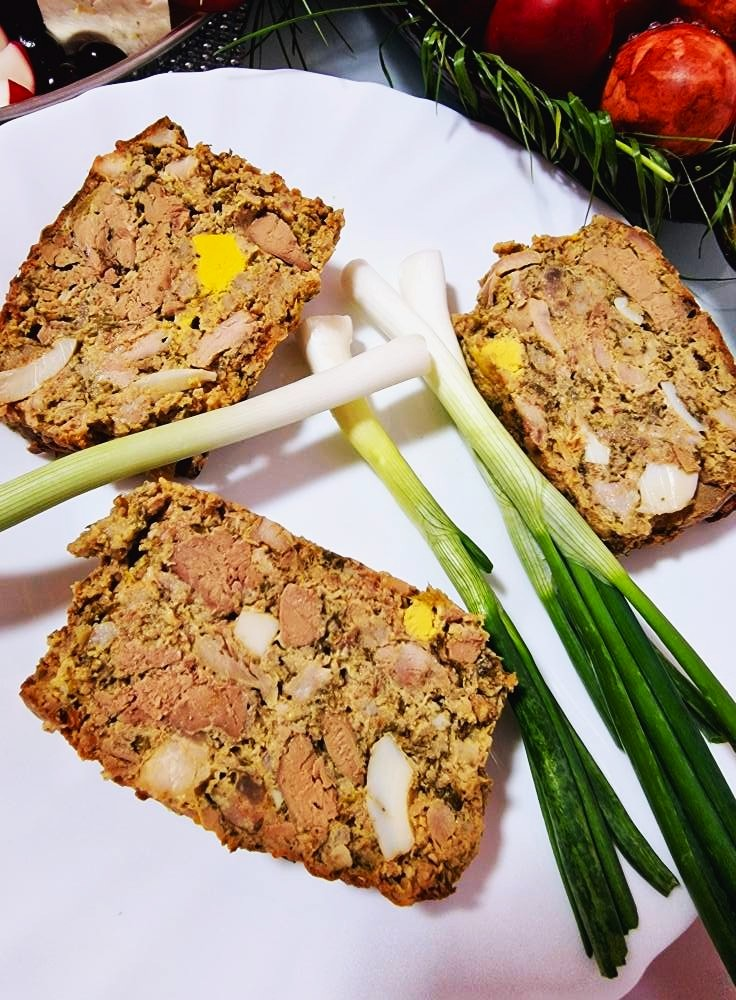
Drob de miel 4
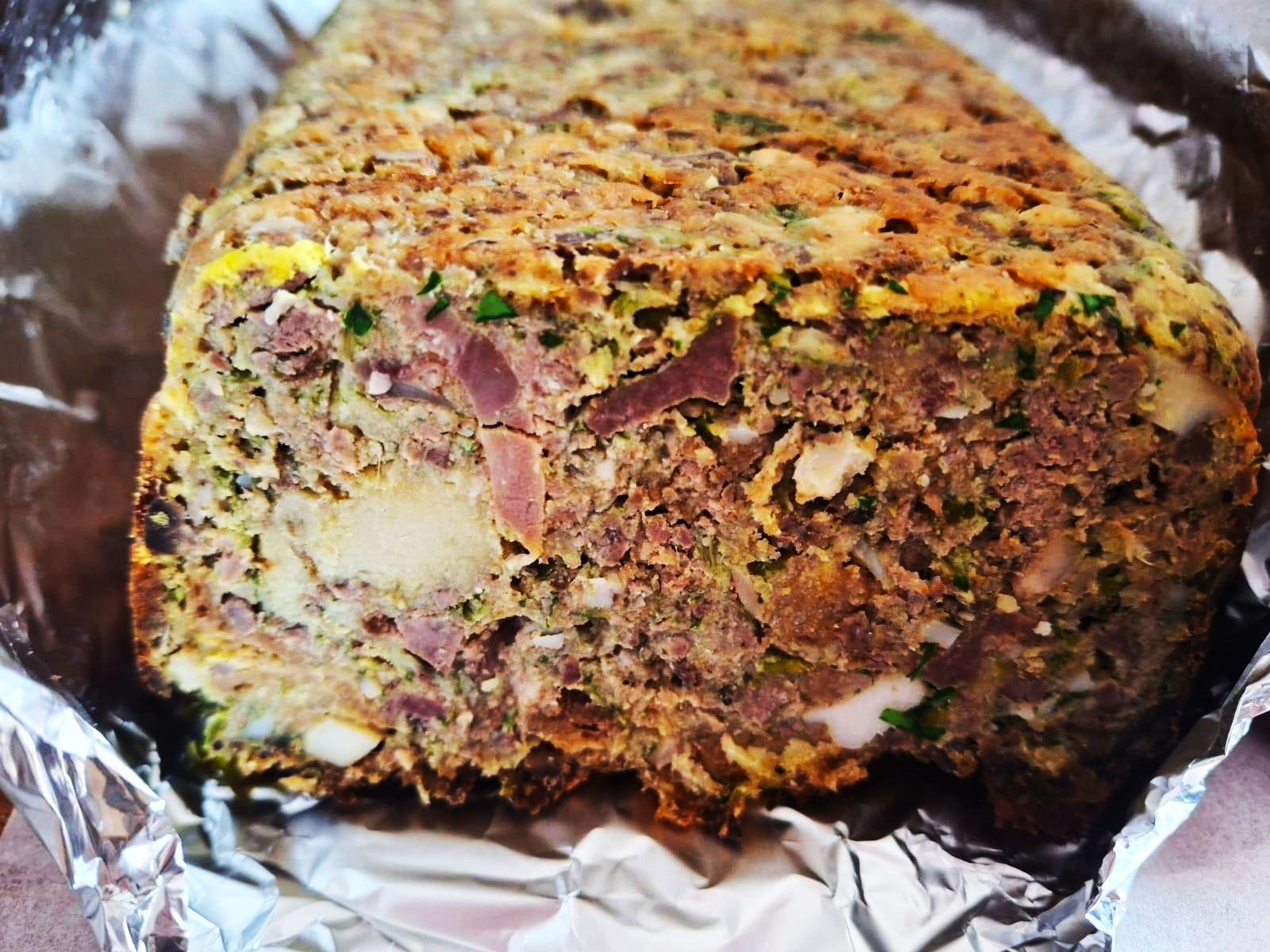
Drob de miel 5
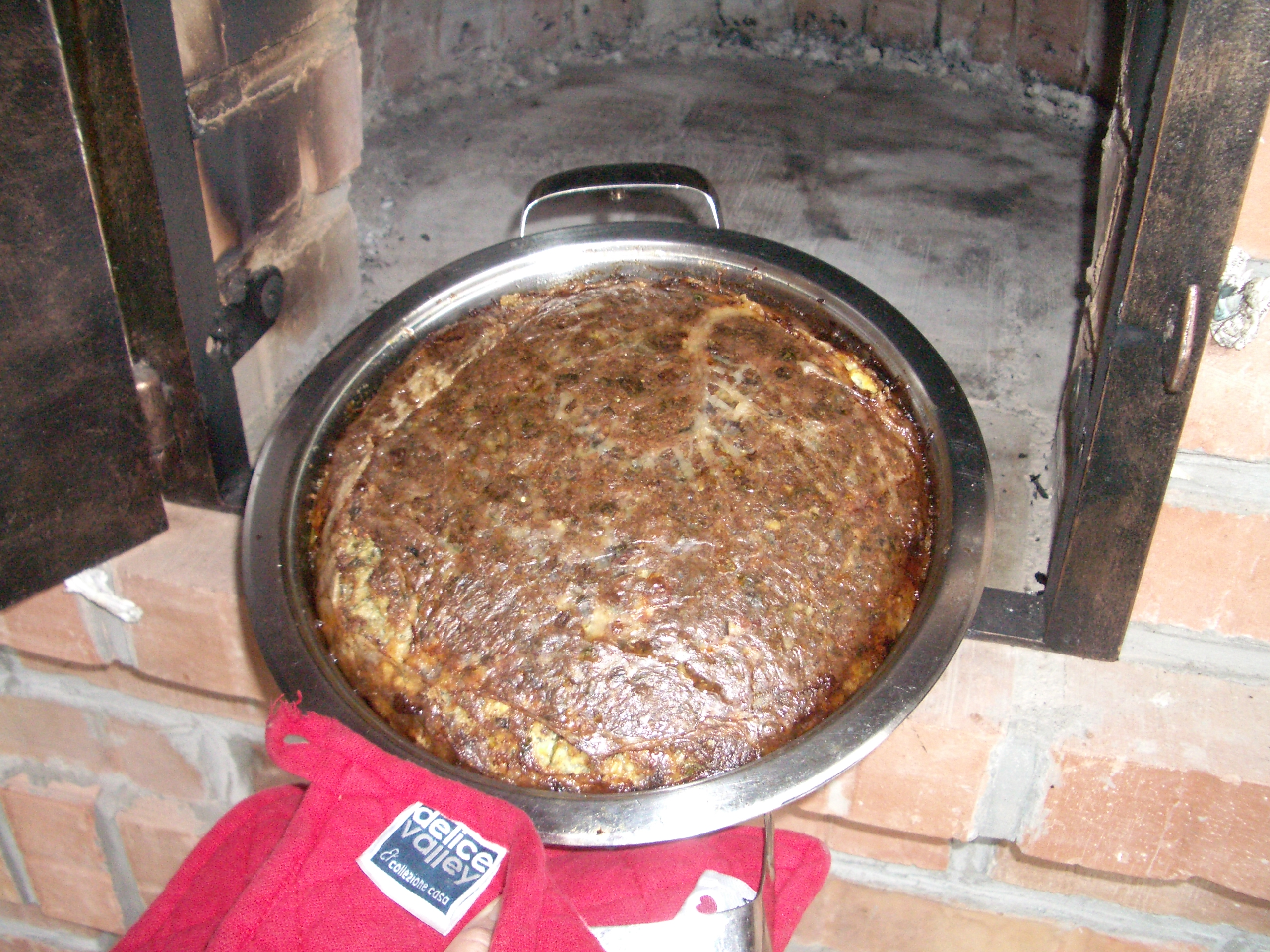
Drob de miel tradițional